# Piper aguacalientis
Piper aguacalientis är en pepparväxtart som beskrevs av William Trelease. Piper aguacalientis ingår i släktet Piper och familjen pepparväxter. Inga underarter finns listade i Catalogue of Life.